# (16537) 1991 PF11
(16537) 1991 PF11 là một tiểu hành tinh vành đai chính. Nó được phát hiện bởi Henry E. Holt ở Đài thiên văn Palomar ở Quận San Diego, California, ngày 8 tháng 8 năm 1991.